# Barrage Sidi Saad
Le barrage Sidi Saad (arabe : سد سيدي سعد) est un barrage tunisien inauguré en 1982, sur l'oued Zeroud, entre Nasrallah et Hajeb El Ayoun.
D'une hauteur de 82 mètres, il peut retenir jusqu'à 120 millions de mètres cubes d'eau dans un réservoir d'une superficie de 9 000 hectares. L'eau du réservoir est principalement destinée d'une part à régulariser le débit de l'oued Zeroud et à éviter les inondations dans la région de Kairouan, et d'autre part à alimenter la nappe d'eau et à irriguer 4 000 hectares. Une étude est en cours pour l'irrigation d'un premier périmètre de 1 200 hectares.
Le 2 février 2012, le barrage Sidi Saad est reconnu comme site Ramsar.